# Ровелицио (Кјети)
Ровелицио (итал. Rovelizio) је насеље у Италији у округу Кјети, региону Абруцо.
Према процени из 2011. у насељу је живело 28 становника. Насеље се налази на надморској висини од 256 м.